# Zhuji, Yunnan
Zhuji (kinesiska: 竹基, 竹基镇) är en köping i Kina. Den ligger i provinsen Yunnan, i den sydvästra delen av landet, omkring 140 kilometer öster om provinshuvudstaden Kunming.
Genomsnittlig årsnederbörd är 1 252 millimeter. Den regnigaste månaden är juni, med i genomsnitt 280 mm nederbörd, och den torraste är januari, med 13 mm nederbörd.